# Kone
Kone (/ko.ne/, qui signifie « machine » en finnois) est une entreprise finlandaise spécialisée dans les ascenseurs, escaliers mécaniques et portes automatiques.
L’entreprise emploie plus de 55 000 collaborateurs dans plus de 60 pays et a réalisé un chiffre d’affaires de 8,9 milliards d’euros en 2017.

## Histoire
La société Koneliike Tarmo est fondée en 1905.
Elle a pour objet l'achat, la réparation et la revente de machines usagées.
En 1910, Ab Gottfr. Strömberg Oy acquiert Koneliike Tarmo et en fait la société par actions Kone Oy qui n'a, à ses débuts, aucun rapport avec les ascenseurs,.
Plus tard, Kone aura pour projet l'importation d'ascenseurs Graham Brothers (sv).
En 1918, après avoir renoncé à sa licence d'importation, Kone se lance dans la fabrication d'ascenseurs.
En 1924, Harald Herlin achète la société qui est restée depuis cette époque la propriété de la famille Herlin.
Les présidents de Kone seront Harald Herlin de 1924 à 1941, Heikki Hugo Herlin de 1941 à 1987, Pekka Herlin de 1987 à 2003 et Antti Herlin depuis 2003,.
En 1967, les actions de classe B de Pilon Corporation sont cotées à la bourse d'Helsinki .
Depuis Kone, s'est lancée dans une internationalisation de ses activités en visant le marché des entreprises.
Par ses achats d'entreprises plus importantes qu'elle, Kone a réussi à atteindre un niveau de vente significatif.
Ainsi en 1968, Kone achète Asea-Graham, en 1974 les activités européennes des ascenseurs de Westinghouse, ou en 1982–1983, les sociétés d'équipement de manutention de cargaison de navires Navire Cargo Gear Ab et MacGregor.
Au début des années 1990, Kone s'est reconcentré sur ses activités d'ascenseurs, d'escaliers mécaniques et de manutention et a revendu plusieurs autres activités.
En 1994, ses activités d'ascenseurs sont séparées pour former la société KCI Konecranes International Oy.
Le groupe a été divisé en deux entités appelées Kone Elevators & Escalators et Cargotec en juin 2005.
Le 21 février 2007, la Commission européenne a condamné les quatre principaux fabricants mondiaux d'ascenseurs (Kone, Otis, Schindler et ThyssenKrupp) pour avoir pris part à une entente illicite sur le marché des ascenseurs et des escaliers mécaniques, qui viole les règles de la concurrence inscrites dans les traités européens. Kone a été condamnée à verser une amende de 142 millions d'euros au budget européen.
En juillet 2015, Toshiba vend sa participation de 4,6 % dans Kone pour 864,7 millions d'euros.
En janvier 2020, Kone annonce lancer une offre d'acquisition sur la filiale spécialisée dans les escalators et ascenseurs de Thyssenkrupp pour 17 milliards d'euros, mais son offre est abandonnée. En février 2020, Thyssenkrupp annonce la vente de sa filiale spécialisée dans les escalators et ascenseurs pour 17,2 milliards d'euros à un consortium de fonds d'investissement composé d'Advent, de Cinven et de RAG.

## Sites

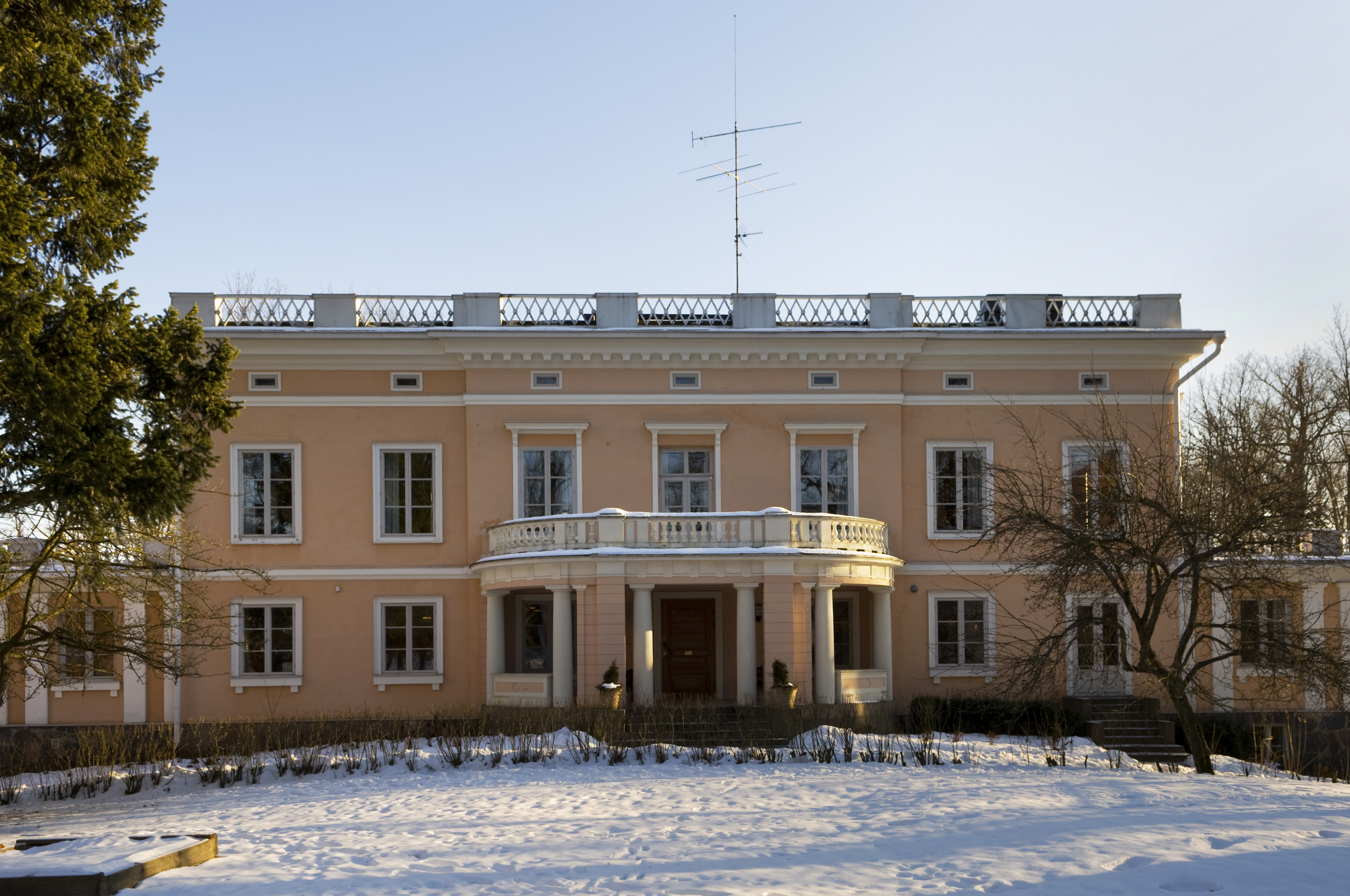
Siège de Kone dans le manoir de Munkkiniemi

Kone est présent dans l'installation, la maintenance, la modernisation d'ascenseurs, d'escaliers mécaniques et de portes de bâtiments automatiques. Son chiffre d’affaires net annuel était de 8,6 milliards d’euros en 2015. La société employait alors 47 000 personnes.
L'entreprise possède huit unités de production réparties sur les principaux marchés ainsi que sept centres de R&D. Son siège social se situe dans la tour de Kone à Espoo en Finlande.
Kone compte quelque 1 000 centres de service répartis dans plus de 60 pays.
Outre la livraison d'environ 30 000 nouveaux ascenseurs et escaliers mécaniques chaque année, Kone entretient 570 000 appareils, ainsi que plus de 270 000 portes de bâtiments automatiques.
En 2018, Kone dispose de deux sites de test d'ascenseurs de très grande hauteur.
On y teste l'aérodynamique, les équipements de sécurité, le confort et la consommation d'énergie.
- Le premier est situé dans la ville de Lohja, plus précisément dans une ancienne mine de calcaire nommée Tytyri (fi). Les ascenseurs sont testés sur un parcours jusqu'à 305 mètres. En 2017, dans le laboratoire de Tytyri, l'ascenseur le plus rapide est monté à la vitesse de 19 m/s[11] et descendu à 26 m/s[12]. À Tytyri on a testé, entre autres, les ascenseurs de la Jeddah Tower[13].

- Le second situé à Kunshan est une tour haute de 235,6 m[13],[14].

## Actionnaires
Liste des principaux actionnaires au 21 novembre 2021 :
| #  | Actionnaire                       | %      |
| -- | --------------------------------- | ------ |
| 1  | Antti Herlin                      | 10,9 % |
| 2  | Ilona Herlin (fi)                 | 3,81 % |
| 3  | Ilkka Herlin                      | 3,61 % |
| 4  | Fundsmith (en)                    | 3,06 % |
| 5  | KONE (autodétention)              | 2,36 % |
| 6  | The Vanguard Group                | 2,29 % |
| 7  | Heikintorppa                      | 2,25 % |
| 8  | Kone Foundation                   | 2,18 % |
| 9  | Norges Bank Investment Management | 1,92 % |
| 10 | BlackRock Fund Advisors           | 1,39 % |